# Mensur Suljović
Mensur Suljović (serbisch-kyrillisch Менсур Суљовић; * 5. März 1972 in Tutin, SFR Jugoslawien) ist ein serbischer Dartspieler, der für Österreich antritt. Sein Spitzname lautet „The Gentle“ und ist an seine gleichnamige Kneipe in Wien angelehnt.

## Werdegang

### Anfänge mit Softdarts
Suljović begann in Wien Softdart zu spielen. Sein erster großer Erfolg war der Sieg bei der Europameisterschaft im E-Darts 1991. Später konnte er auch die E-Dart Weltmeisterschaften 1999, 2001, 2005 und 2007 gewinnen.

### Anfänge mit Steeldarts
Parallel zu seiner Softdartskarriere begann Suljović, mit Steeldarts zu spielen. 2000 erreichte er bei der Winmau World Masters das Achtelfinale. Zwischenzeitlich litt er zwei Jahre unter Dartitis, was ihn in seiner Darts-Karriere zurückwarf.

### PDC

#### 2007 und 2008
Im Jahr 2007 nahm er an der German Darts Corporation Tour teil. Er wurde Ranglistenerster, was ihm die Teilnahme an der PDC World Darts Championship 2008 ermöglichte, wo er sich in der ersten Runde gegen Andy Smith durchsetzte, in der zweiten Runde dann am späteren Sieger John Part scheiterte. Danach konnte er sich für die erste Ausgabe der European Darts Championship qualifizieren. Dort besiegte er in der ersten Runde Roland Scholten, in der zweiten Runde verlor er gegen Robert Thornton.

#### 2009 und 2010
Suljović qualifizierte sich im Jahr 2009 über die PDC Order of Merit erneut an der PDC World Darts Championship. Dort setzte er sich in der ersten Runde gegen Peter Manley durch, scheiterte dann in der zweiten Runde an Mark Dudbridge. Trotzdem brachte ihn diese Platzierung in die Top 50 der PDC Order of Merit. In der European Darts Championship 2009 setzte er sich in der ersten Runde gegen Roland Scholten durch, verlor die zweite Runde gegen Colin Lloyd. 2010 konnte sich Suljović erneut für die PDC World Darts Championship qualifizieren, wo er in der ersten Runde gegen Kevin Painter ausschied.

#### 2011 und 2012
Zur PDC World Darts Championship 2011 konnte er sich in der ersten Runde gegen Michael van Gerwen durchsetzen. In der zweiten Runde besiegte er den Zweitplatzierten der Weltrangliste, James Wade. Er war somit der erste deutschsprachige Spieler, der in einem Achtelfinale der World Darts Championship stand. Im Achtelfinale verlor er gegen den Briten Wes Newton mit 0:4. Bei der PDC World Darts Championship 2012 scheiterte er in der ersten Runde an Paul Nicholson.

#### 2015
Beim World Matchplay 2015 gewann er gegen Terry Jenkins und erreichte mit einem Sieg gegen den damaligen Weltmeister Gary Anderson das Viertelfinale, welches er gegen James Wade mit 11:16 verlor. Im Oktober 2015 erreichte er das Halbfinale des World Grand Prix durch Siege über James Wade, Simon Whitlock und Vincent van der Voort, das er gegen den späteren Turniersieger Robert Thornton mit 2:4 verlor. Auch 2015 zählte Suljović zum Teilnehmerfeld der PDC World Darts Championship, bei der er gegen Michael Smith in der ersten Runde ausschied.

#### 2016
Noch 2015 erreichte er das Achtelfinale der PDC-Weltmeisterschaft 2016, wo er mit 0:4 gegen den Engländer Adrian Lewis unterlag. Im April gelang ihm bei der Bull’s Superleague Darts Eastern Europe ein spektakulärer Neundarter mit den 3-Dart-Scores 170, 170 und 161, also drei  Bullseye-Treffern. Das Match verlor er aber gegen seinen Landsmann Roxy-James Rodriguez. Im September 2016 gewann Suljović sein erstes PDC-Turnier. Er schlug Kim Huybrechts mit 6:5 im Finale der International Darts Open 2016 in Riesa. Eine Woche später verlor er das PDC-Finale bei der European Darts Trophy 2016 mit 5:6 gegen Michael van Gerwen. Im Oktober erreichte Suljović durch Siege über Phil Taylor und Peter Wright das Finale der European Darts Championship, wo Michael van Gerwen ihn mit 1:11 schlug. Mit seinem Teampartner Rowby-John Rodriguez erreichte er im World Cup of Darts das Achtelfinale, wo die Österreicher gegen das Team von England verloren.

#### 2017
Im September folgte sein bis dahin größter Erfolg, als er bei der Champions League of Darts in Cardiff seinen ersten Sieg bei einem großen TV-Turnier feierte. Mitte November erreichte er beim Grand Slam of Darts in Wolverhampton das Viertelfinale, welches er gegen Gary Anderson mit 12:16 verlor. Bei den darauffolgenden Players Championship Finals scheiterte er bereits in der 2. Runde an Stephen Bunting.

#### 2018
Bei der Weltmeisterschaft 2018 stellte er seine Bestleistung ein und erreichte zum dritten Mal in seiner Karriere das Achtelfinale einer Darts-Weltmeisterschaft. Durch seine starke Saison 2017 erhielt er eine von sechs Wildcards für die Premier League Darts 2018. Nach dem neunten Spieltag schied er in der sogenannten Judgement Night als vorletzter aus. Bei den Masters verbesserte er seine Vorjahresleistung und erreichte das Halbfinale, wo er mit 7:11 gegen den Niederländer Raymond van Barneveld ausschied. Bei den UK Open 2018 trat er nicht an, um Zeit mit seiner Familie zu verbringen. Am 25. Mai 2018 gewann er die German Darts Masters 2018, das in der Gelsenkirchener Veltins-Arena ausgetragen wurde und mit 20.210 Zuschauern einen neuen Weltrekord aufstellte. Auch die Danish Darts Open konnte der Österreicher wenig später gewinnen. Beim World Matchplay erreichte er das Finale, welches er gegen Gary Anderson mit 21:19 verlor. Beim World Grand Prix konnte er ins Halbfinale einziehen, wo er mit 3:4 gegen Peter Wright verlor.

#### 2019
Die PDC-Weltmeisterschaft verlief enttäuschend für Suljović, weil er das Auftaktmatch gegen den Engländer Ryan Searle mit 1:3 verlor. Er erreichte Platz sechs in der Premier League. Beim World Cup erreichte er – mit Zoran Lerchbacher – erneut das Viertelfinale. Beim World Matchplay musste er sich im Achtelfinale gegen James Wade in der Verlängerung geschlagen geben. Bei den Austrian Darts Open konnte er sein Heimspiel und damit den nächsten European-Tour Titel einfahren. Das Halbfinale erreichte der Österreicher bei den World Series of Darts Finals, wo er 4:11 gegen Michael van Gerwen verlor.

#### 2020
Überraschend musste sich Suljović erneut in der 2. Runde der WM geschlagen geben, diesmal mit 1:3 gegen Fallon Sherrock. Beim Players Championship 3 gelang ihm ein Neun-Darter gegen Jeff Smith. Im Achtelfinale der UK Open scheiterte der Österreicher 5:10 gegen den Engländer Jamie Hughes, im World Matchplay mit 12:14 gegen Michael Smith und bei den European Darts Championship mit 9:10 gegen Steve West. Beim World Cup of Darts schieden er und sein Teampartner Rowby-John Rodriguez im Viertelfinale gegen England aus.

#### 2021
Bei der PDC-Weltmeisterschaft schied er in der 3. Runde gegen Gary Anderson mit 3:4 aus. Bei den Players Championships 2021 spielte er erneut beim Players Championship 3  einen Neun-Darter, diesmal gegen Peter Hudson.
Beim World Cup of Darts kam es zu einem großen Erfolg. Suljović und Rowby-John Rodriguez setzten sich in der ersten Runde gegen die Philippiner Lourence Ilagan und	Christian Perez durch. In der zweiten Runde gelang ein Sieg über die favorisierten Belgier Dimitri Van den Bergh und Kim Huybrechts. Im Viertelfinale konnte Nordirland mit Daryl Gurney und Brendan Dolan bezwungen werden, womit Österreich erstmals das Halbfinale erreicht hatte. Dort gelang mit einem Sieg über die Engländer James Wade und Dave Chisnall der Einzug ins Finale, das dann aber mit 1:3 Spielen gegen die Schotten Peter Wright und John Henderson verloren wurde.
Nur zwei Wochen später zog Suljović bei der Gibraltar Darts Trophy 2021, dem zweiten Event der European Darts Tour 2021, mit Siegen über Kim Huybrechts, José de Sousa, Krzysztof Ratajski und Simon Whitlock erneut in ein Finale ein. Dieses verlor er schließlich gegen den Weltmeister und Weltranglistenersten Gerwyn Price. Da die European Darts Tour coronabedingt aus nur zwei Turnieren bestand, war Suljović über die European Tour Order of Merit für die European Darts Championship 2021 in Salzburg auf Platz zwei gesetzt. Dort besiegte er Adam Hunt und den Deutschen Florian Hempel, ehe er im Viertelfinale Joe Cullen unterlag.
Beim Grand Slam of Darts 2021 konnte er zunächst Luke Humphries besiegen, dann unterlag er knapp gegen José de Sousa. Im letzten Gruppenspiel besiege er Matt Campbell mit 5:0, wobei er jedes Leg mit dem ersten Wurf auf das Doppel beenden konnte. So zog er als Gruppenerster und mit der bis dato besten Doppelquote des Turniers in das Achtelfinale ein, in dem er dann aber erneut gegen Fallon Sherrock unterlag.

#### 2022
Bei der Weltmeisterschaft führte Suljović in seinem ersten Match gegen Alan Soutar bereits mit 2:0 in Sätzen und 2:0 in Legs, verpasste im weiteren Verlauf aber 8 Matchdarts und musste sich am Ende mit 2:3 geschlagen geben. Die UK Open 2022 endeten nach einer vermeidbaren Niederlage im Achtelfinale gegen Michael Smith. Auf der European Tour erreichte er in Hildesheim den Finaltag. In Graz scheiterte er hingegen in Runde 1. Als Finalist des Vorjahres ging er beim World Cup erneut mit Rowby-John Rodriguez an den Start, diesmal kam aber das knappe Aus in Runde 2 gegen Wales.
Im Oktober war Suljović nach über fünf Monaten wieder für ein European-Tour-Event qualifiziert: Bei der Gibraltar Darts Trophy 2022 besiegte er in der ersten Runde Keegan Brown mit 6:0 und einer Doppelquote von 100 %. Im Sechzehntelfinale gelang mit einem 6:4-Erfolg gegen Gerwyn Price die Revanche für das Finale des Vorjahres, im Achtelfinale folgte das Aus gegen Gabriel Clemens. Mit einem Turniersieg hätte Suljović noch den letzten freien Qualifikationsplatz für die European Darts Championship 2022 erreicht, so verpasste er die Teilnahme an diesem Major erstmals seit 2010. Für den Grand Slam of Darts 2022 nahm er erfolgreich am Tour-Card-Holder-Qualifier teil und qualifizierte sich so für das Hauptfeld. Nach Niederlagen gegen Simon Whitlock und Danny Noppert beziehungsweise einem Sieg gegen Christian Perez schied er als Dritter der Gruppenphase aus. Bei den darauffolgenden Players Championship Finals unterlag er in Runde 1 den Engländer James Wade mit 2:6.

#### 2023
In seinem ersten Spiel der PDC World Darts Championship 2023 siegte Suljović mit 3:0 gegen Mike De Decker. In der folgenden Partie unterlag er gegen Michael van Gerwen mit 2:4, spielte dabei aber mit 98,90 den drittbesten Average, den er je bei einer Weltmeisterschaft erreicht hatte. Die Partie trägt zudem mit 205,56 den höchsten Gesamtaverage unter allen Spielen der WM 2023. Bei der UK Open 2023 gewann Suljović sein erstes Spiel gegen Mickey Mansell und verlor anschließend gegen Karel Sedláček. Im April war Suljović als zweitbester österreichischer Spieler der Pro Tour Order of Merit für die Austrian Darts Open 2023 qualifiziert. Dort gelangen ihm Siege über Ricky Evans, Peter Wright und Michael Smith, ehe er im Viertelfinale gegen Josh Rock ausschied. Am 13. Juni erreichte er beim Players Championship 14 das Halbfinale. Wenige Tage später trat er zum dreizehnten Mal in Folge beim World Cup of Darts an. In der neu eingeführten Gruppenphase verlor er gemeinsam mit Rowby-John Rodriguez gegen Dänemark und gewann gegen die USA; wegen der besten Legdifferenz rückte Dänemark in Runde zwei vor.

#### 2024

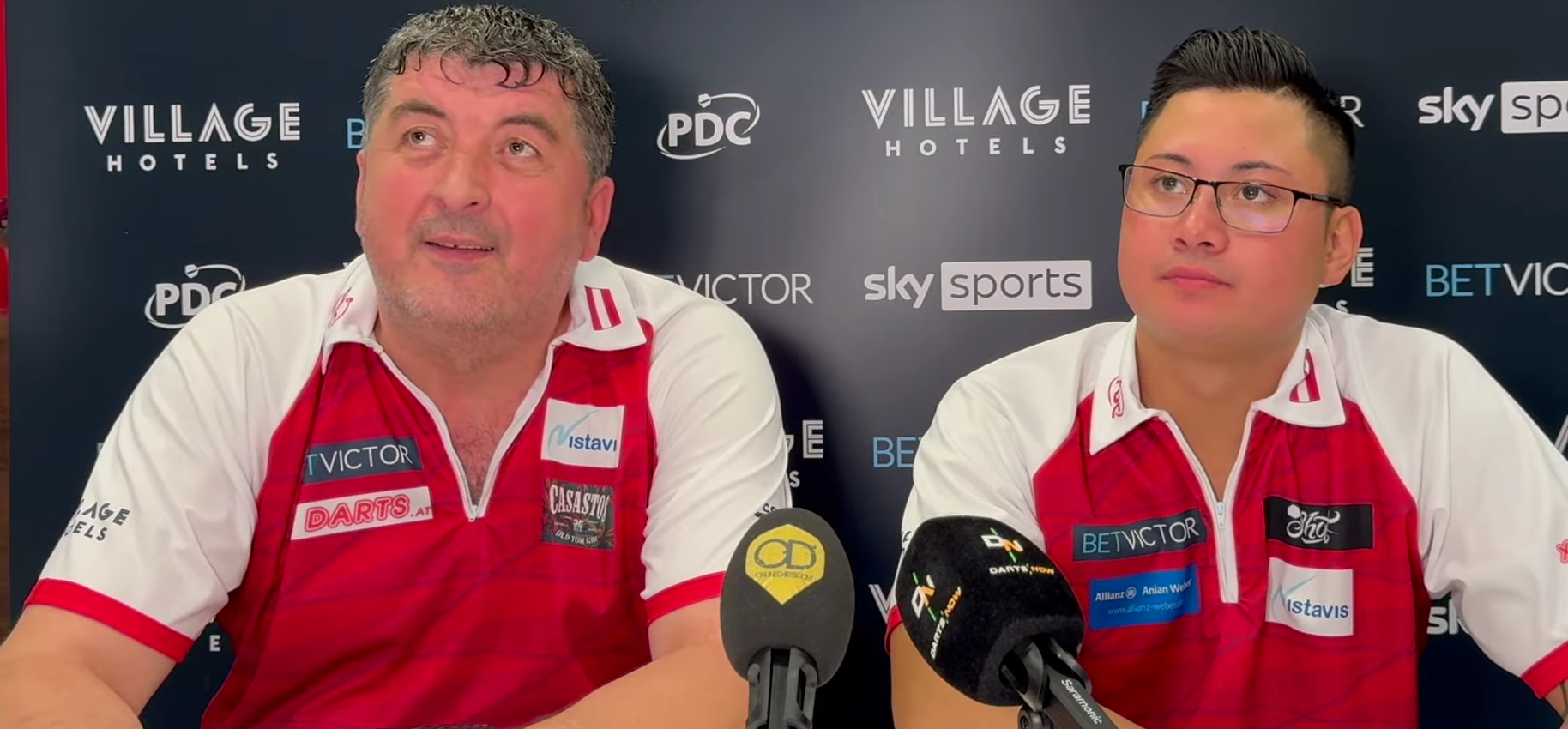
Interview mit Rowby-John Rodriguez während des World Cup of Darts 2024

Bei der UK Open 2024 Anfang März siegte Suljović mit 6:0 über William O’Connor, anschließend gelang ihm ein 10:7-Erfolg über Michael van Gerwen, ehe er in Runde 5 gegen Dave Chisnall ausschied. Im April fanden die Austrian Darts Open wegen eines geänderten Qualifikationsmodus erstmals ohne ihn statt. Beim World Cup of Darts 2024 war Suljović erstmals der niedriger platzierte Spieler im Team Österreich; dennoch begann er die Legs. Es gelang der Gruppensieg vor der Volksrepublik China und Guyana, in der KO-Phase gelangen nacheinander Siege über Chinesisch Taipeh (Taiwan), Kroatien und Belgien, womit das Finale erreicht wurde. Dort verloren Suljović und Rowby-John Rodriguez gegen Luke Humphries und Michael Smith aus England. Ende August qualifizierte sich Suljović als Nachrücker für die German Darts Championship 2024, was seine einzige European-Tour-Teilnahme des Jahres bedeutete. In der ersten Runde besiegte er Dimitri Van den Bergh, danach unterlag er Martin Schindler. Bei den Players Championships 2024 siegte er recht regelmäßig in den frühen Runden, sodass er sich als Nummer 44 der Setzliste für Players Championship Finals 2024 qualifizierte.

## Weltmeisterschaftsresultate

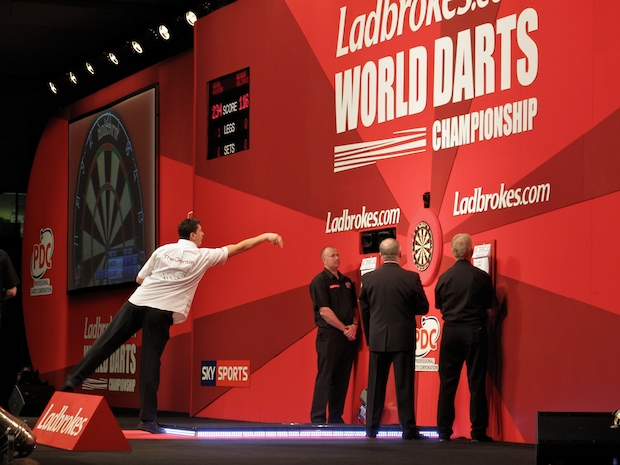
Suljović bei der PDC World Darts Championship 2010

### BDO
- 2002: 2. Runde (1:3-Niederlage gegen  Mervyn King)

### PDC
- 2008: 2. Runde (1:4-Niederlage gegen  John Part)
- 2009: 2. Runde (0:4-Niederlage gegen  Mark Dudbridge)
- 2010: 1. Runde (1:3-Niederlage gegen  Kevin Painter)
- 2011: Achtelfinale (1:4-Niederlage gegen  Wes Newton)
- 2012: 1. Runde (1:3-Niederlage gegen  Paul Nicholson)
- 2014: 1. Runde (2:3-Niederlage gegen  Mark Webster)
- 2015: 1. Runde (1:3-Niederlage gegen  Michael Smith)
- 2016: Achtelfinale (0:4-Niederlage gegen  Adrian Lewis)
- 2017: 2. Runde (3:4-Niederlage gegen  Mark Webster)
- 2018: Achtelfinale (0:4-Niederlage gegen  Dimitri Van den Bergh)
- 2019: 2. Runde (1:3-Niederlage gegen  Ryan Searle)
- 2020: 2. Runde (1:3-Niederlage gegen  Fallon Sherrock)
- 2021: 3. Runde (3:4-Niederlage gegen  Gary Anderson)
- 2022: 2. Runde (2:3-Niederlage gegen  Alan Soutar)
- 2023: 3. Runde (2:4-Niederlage gegen  Michael van Gerwen)
- 2025: 1. Runde (2:3-Niederlage gegen  Matt Campbell)

## Turnierergebnisse
| Turnier                                    | 1999                       | 2000                       | 2001                       | 2002                       | 2003                       | ......                         | 2008                           | 2009                           | 2010                           | 2011                           | 2012                           | 2013                           | 2014                           | 2015                           | 2016                           | 2017                           | 2018                           | 2019                           | 2020                           | 2021                           | 2022                           | 2023                           | 2024                           | 2025                           |
| ------------------------------------------ | -------------------------- | -------------------------- | -------------------------- | -------------------------- | -------------------------- | ------------------------------ | ------------------------------ | ------------------------------ | ------------------------------ | ------------------------------ | ------------------------------ | ------------------------------ | ------------------------------ | ------------------------------ | ------------------------------ | ------------------------------ | ------------------------------ | ------------------------------ | ------------------------------ | ------------------------------ | ------------------------------ | ------------------------------ | ------------------------------ | ------------------------------ |
| BDO-Major-Turniere                         |                            |                            |                            |                            |                            |                                |                                |                                |                                |                                |                                |                                |                                |                                |                                |                                |                                |                                |                                |                                |                                |                                |                                |                                |
| Weltmeisterschaft                          | nicht qualifiziert         | nicht qualifiziert         | nicht qualifiziert         | AF                         | n/q                        | nicht teilgenommen             | nicht teilgenommen             | nicht teilgenommen             | nicht teilgenommen             | nicht teilgenommen             | nicht teilgenommen             | nicht teilgenommen             | nicht teilgenommen             | nicht teilgenommen             | nicht teilgenommen             | nicht teilgenommen             | nicht teilgenommen             | nicht teilgenommen             | nicht teilgenommen             | Verband insolvent              | Verband insolvent              | Verband insolvent              | Verband insolvent              | Verband insolvent              |
| World Masters                              | AF                         | VR                         | VF                         | n/q                        | 2R                         | nicht teilgenommen             | nicht teilgenommen             | nicht teilgenommen             | nicht teilgenommen             | nicht teilgenommen             | nicht teilgenommen             | nicht teilgenommen             | nicht teilgenommen             | nicht teilgenommen             | nicht teilgenommen             | nicht teilgenommen             | nicht teilgenommen             | nicht teilgenommen             | n/a                            | Verband insolvent              | Verband insolvent              | Verband insolvent              | Verband insolvent              | Verband insolvent              |
| WDF-Platin-/Major-Turniere                 |                            |                            |                            |                            |                            |                                |                                |                                |                                |                                |                                |                                |                                |                                |                                |                                |                                |                                |                                |                                |                                |                                |                                |                                |
| WDF Europe Cup                             | n/a                        | VF                         | n/a                        | AF                         | n/t                        | n/t                            | n/a                            | n/t                            | n/a                            | n/t                            | n/a                            | n/t                            | n/a                            | n/t                            | n/a                            | n/t                            | n/a                            | n/t                            | nicht ausgetragen              | nicht ausgetragen              | nicht ausgetragen              | n/t                            | n/a                            | n/t                            |
| PDC-Ranking-Turniere                       |                            |                            |                            |                            |                            |                                |                                |                                |                                |                                |                                |                                |                                |                                |                                |                                |                                |                                |                                |                                |                                |                                |                                |                                |
| Weltmeisterschaft                          | nicht teilgenommen         | nicht teilgenommen         | nicht teilgenommen         | nicht teilgenommen         | nicht teilgenommen         | nicht teilgenommen             | 2R                             | 2R                             | 1R                             | AF                             | 1R                             | n/q                            | 1R                             | 1R                             | AF                             | 2R                             | AF                             | 2R                             | 2R                             | 3R                             | 2R                             | 3R                             | n/q                            | 1R                             |
| World Masters                              | nicht ausgetragen          | nicht ausgetragen          | nicht ausgetragen          | nicht ausgetragen          | nicht ausgetragen          | nicht ausgetragen              | nicht ausgetragen              | nicht ausgetragen              | nicht ausgetragen              | nicht ausgetragen              | nicht ausgetragen              | nicht ausgetragen              | nicht ausgetragen              | nicht ausgetragen              | nicht ausgetragen              | nicht ausgetragen              | nicht ausgetragen              | nicht ausgetragen              | nicht ausgetragen              | nicht ausgetragen              | nicht ausgetragen              | nicht ausgetragen              | nicht ausgetragen              | VR                             |
| UK Open                                    | nicht ausgetragen          | nicht ausgetragen          | nicht ausgetragen          | nicht ausgetragen          | nicht teilgenommen         | nicht teilgenommen             | nicht teilgenommen             | nicht teilgenommen             | nicht qualifiziert             | nicht qualifiziert             | nicht qualifiziert             | 1R                             | VF                             | VF                             | AF                             | n/t                            | n/t                            | 5R                             | AF                             | 5R                             | AF                             | 4R                             | 5R                             | 5R                             |
| World Matchplay                            | nicht teilgenommen         | nicht teilgenommen         | nicht teilgenommen         | nicht teilgenommen         | nicht teilgenommen         | nicht teilgenommen             | nicht qualifiziert             | nicht qualifiziert             | nicht qualifiziert             | nicht qualifiziert             | nicht qualifiziert             | 1R                             | n/q                            | VF                             | AF                             | VF                             | F                              | AF                             | AF                             | n/t                            | nicht qualifiziert             | nicht qualifiziert             | nicht qualifiziert             | nicht qualifiziert             |
| World Grand Prix                           | nicht teilgenommen         | nicht teilgenommen         | nicht teilgenommen         | nicht teilgenommen         | nicht teilgenommen         | nicht teilgenommen             | nicht qualifiziert             | nicht qualifiziert             | nicht qualifiziert             | nicht qualifiziert             | nicht qualifiziert             | nicht qualifiziert             | nicht qualifiziert             | HF                             | 1R                             | HF                             | HF                             | 1R                             | 1R                             | 1R                             | nicht qualifiziert             | nicht qualifiziert             | nicht qualifiziert             |                                |
| European Championship                      | nicht ausgetragen          | nicht ausgetragen          | nicht ausgetragen          | nicht ausgetragen          | nicht ausgetragen          | nicht ausgetragen              | AF                             | AF                             | n/q                            | 1R                             | 1R                             | 1R                             | 1R                             | 1R                             | F                              | VF                             | 1R                             | 1R                             | AF                             | VF                             | nicht qualifiziert             | nicht qualifiziert             | nicht qualifiziert             |                                |
| Grand Slam of Darts                        | nicht ausgetragen          | nicht ausgetragen          | nicht ausgetragen          | nicht ausgetragen          | nicht ausgetragen          | nicht qualifiziert             | nicht qualifiziert             | nicht qualifiziert             | nicht qualifiziert             | nicht qualifiziert             | nicht qualifiziert             | nicht qualifiziert             | nicht qualifiziert             | nicht qualifiziert             | GP                             | VF                             | HF                             | n/q                            | n/q                            | AF                             | GP                             | n/q                            | GP                             |                                |
| Players Championship Finals                | nicht ausgetragen          | nicht ausgetragen          | nicht ausgetragen          | nicht ausgetragen          | nicht ausgetragen          | nicht ausgetragen              | nicht ausgetragen              | nicht qualifiziert             | nicht qualifiziert             | nicht qualifiziert             | nicht qualifiziert             | nicht qualifiziert             | nicht qualifiziert             | HF                             | 1R                             | AF                             | n/t                            | AF                             | n/t                            | 1R                             | 1R                             | n/q                            | 1R                             |                                |
| PDC-Turniere ohne Einfluss auf das Ranking |                            |                            |                            |                            |                            |                                |                                |                                |                                |                                |                                |                                |                                |                                |                                |                                |                                |                                |                                |                                |                                |                                |                                |                                |
| The Masters                                | nicht ausgetragen          | nicht ausgetragen          | nicht ausgetragen          | nicht ausgetragen          | nicht ausgetragen          | nicht ausgetragen              | nicht ausgetragen              | nicht ausgetragen              | nicht ausgetragen              | nicht ausgetragen              | nicht ausgetragen              | nicht qualifiziert             | nicht qualifiziert             | nicht qualifiziert             | nicht qualifiziert             | VF                             | HF                             | VF                             | AF                             | AF                             | nicht qualifiziert             | nicht qualifiziert             | nicht qualifiziert             | n/a                            |
| Premier League Darts                       | nicht ausgetragen          | nicht ausgetragen          | nicht ausgetragen          | nicht ausgetragen          | nicht ausgetragen          | nicht eingeladen               | nicht eingeladen               | nicht eingeladen               | nicht eingeladen               | nicht eingeladen               | nicht eingeladen               | nicht eingeladen               | nicht eingeladen               | nicht eingeladen               | nicht eingeladen               | n/t                            | 9.                             | 6.                             | nicht eingeladen               | nicht eingeladen               | nicht eingeladen               | nicht eingeladen               | nicht eingeladen               | nicht eingeladen               |
| World Cup of Darts                         | nicht ausgetragen          | nicht ausgetragen          | nicht ausgetragen          | nicht ausgetragen          | nicht ausgetragen          | nicht ausgetragen              | nicht ausgetragen              | nicht ausgetragen              | GP                             | n/a                            | AF                             | 1R                             | AF                             | AF                             | VF                             | VF                             | 1R                             | VF                             | VF                             | F                              | AF                             | GP                             | F                              | GP                             |
| Champions League of Darts                  | nicht ausgetragen          | nicht ausgetragen          | nicht ausgetragen          | nicht ausgetragen          | nicht ausgetragen          | nicht ausgetragen              | nicht ausgetragen              | nicht ausgetragen              | nicht ausgetragen              | nicht ausgetragen              | nicht ausgetragen              | nicht ausgetragen              | nicht ausgetragen              | nicht ausgetragen              | n/q                            | S 1                            | HF                             | n/q                            | nicht ausgetragen              | nicht ausgetragen              | nicht ausgetragen              | nicht ausgetragen              | nicht ausgetragen              | nicht ausgetragen              |
| World Series of Darts Finals               | nicht ausgetragen          | nicht ausgetragen          | nicht ausgetragen          | nicht ausgetragen          | nicht ausgetragen          | nicht ausgetragen              | nicht ausgetragen              | nicht ausgetragen              | nicht ausgetragen              | nicht ausgetragen              | nicht ausgetragen              | nicht ausgetragen              | nicht ausgetragen              | n/q                            | AF                             | 1R                             | AF                             | HF                             | 1R                             | n/t                            | n/t                            | n/q                            | n/t                            |                                |
| Karrierestatistiken                        |                            |                            |                            |                            |                            |                                |                                |                                |                                |                                |                                |                                |                                |                                |                                |                                |                                |                                |                                |                                |                                |                                |                                |                                |
| Jahresendplatzierung                       | unbekannt                  | unbekannt                  | unbekannt                  | unbekannt                  | unbekannt                  | unbekannt                      | 58                             | 47                             | 45                             | 50                             | 46                             | 44                             | 40                             | 21                             | 8                              | 5                              | 7                              | 11                             | 18                             | 26                             | 30                             | 50                             | 56                             |                                |
| Verband                                    | British Darts Organisation | British Darts Organisation | British Darts Organisation | British Darts Organisation | British Darts Organisation | Professional Darts Corporation | Professional Darts Corporation | Professional Darts Corporation | Professional Darts Corporation | Professional Darts Corporation | Professional Darts Corporation | Professional Darts Corporation | Professional Darts Corporation | Professional Darts Corporation | Professional Darts Corporation | Professional Darts Corporation | Professional Darts Corporation | Professional Darts Corporation | Professional Darts Corporation | Professional Darts Corporation | Professional Darts Corporation | Professional Darts Corporation | Professional Darts Corporation | Professional Darts Corporation |

| Legende zu den Turnierergebnissen | Legende zu den Turnierergebnissen | Legende zu den Turnierergebnissen | Legende zu den Turnierergebnissen | Legende zu den Turnierergebnissen | Legende zu den Turnierergebnissen | Legende zu den Turnierergebnissen | Legende zu den Turnierergebnissen | Legende zu den Turnierergebnissen | Legende zu den Turnierergebnissen |
| --------------------------------- | --------------------------------- | --------------------------------- | --------------------------------- | --------------------------------- | --------------------------------- | --------------------------------- | --------------------------------- | --------------------------------- | --------------------------------- |
| n/t                               | nicht teilgenommen                | n/q                               | nicht qualifiziert                | n/a                               | nicht ausgetragen                 | #R                                | Aus in jeweiliger Runde           | GP                                | Aus in der Gruppenphase           |
| AF                                | Achtelfinalist                    | VF                                | Viertelfinalist                   | HF                                | Halbfinalist                      | F                                 | Turnierfinalist                   | S                                 | Turniersieger                     |

## Auszeichnungen
Beim PDC Awards Dinner 2016 erhielt Suljović die Auszeichnung Most Improved Player. Dieser eigentlich nicht übliche Titel wurde darüber hinaus nur 2013 an Peter Wright verliehen. Beide Male ersetzte er den regulären Titel Best Newcomer.

## Privates
Suljović lebt seit 1993 mit seiner Frau und seinen beiden Kindern in Wien. Dort betrieb er zeitweise zwei Dartlokale. Nach der Schließung des Dart Club PN im Jahr 2015 führte Suljović noch das Café Gentle, zog sich schließlich aber aus dieser Unternehmung zurück, um sich auf den Dartsport zu konzentrieren. Obwohl Suljović für Österreich antritt, besitzt er keine österreichische Staatsbürgerschaft.

## Titel

### Steeldarts

#### PDC
- Majors
  - Champions League of Darts: 2017
- Pro Tour
  - Players Championships
    - Players Championships 2017: 20
    - Players Championships 2019: 26

  - European Darts Tour
    - European Darts Tour 2016: International Darts Open
    - European Darts Tour 2018: Danish Darts Open
    - European Darts Tour 2019: Austrian Darts Championship
- World Series of Darts
  - World Series of Darts 2018: German Darts Masters

#### Andere
- 2010: Newark Xmas Open

### Softdarts
- Weltmeister 1999, 2001, 2005, 2007
- Europameister der EDF 2010, 2012, 2016
- Europameister der EDU 2000, 2002, 2003